# تویوتا گازو ریسینگ
تویوتا گازو (انگلیسی: Toyota Gazoo) شرکت خودروسازی ژاپنی است، که در سال ۲۰۰۷ توسط شرکت تویوتا تأسیس شد.